# یودی‌ای هلدینگ
یودی‌ای هلدینگ (انگلیسی: UDA Holdings) شرکت دولتی هلدینگ مالزیایی است، که در سال ۱۹۹۹ تأسیس شد.